# Rhagadillius
Rhagadillius is een geslacht van kevers uit de familie van de loopkevers (Carabidae). De wetenschappelijke naam van het geslacht is voor het eerst geldig gepubliceerd in 1951 door Straneo.

## Soorten
Het geslacht Rhagadillius is monotypisch en omvat slechts de volgende soort:
- Rhagadillius aethiopicus Straneo, 1951